# Palazzetto Nani Mocenigo
Le Palazzetto Nani Mocenigo est un bâtiment civil vénitien situé dans le quartier Dorsoduro et surplombant le Grand Canal entre la Casa Santomaso et le Palazzo Genovese, non loin de la basilique de Santa Maria della Salute. 

## Architecture
La façade, simple et nue, remonte au XVIe siècle. Elle se caractérise principalement par des formes Renaissance et par une multitude de fenêtres à meneaux, au-dessus d'un simple portail d'eau. À l'arrière il y a une cour avec un puits.